# Mabana

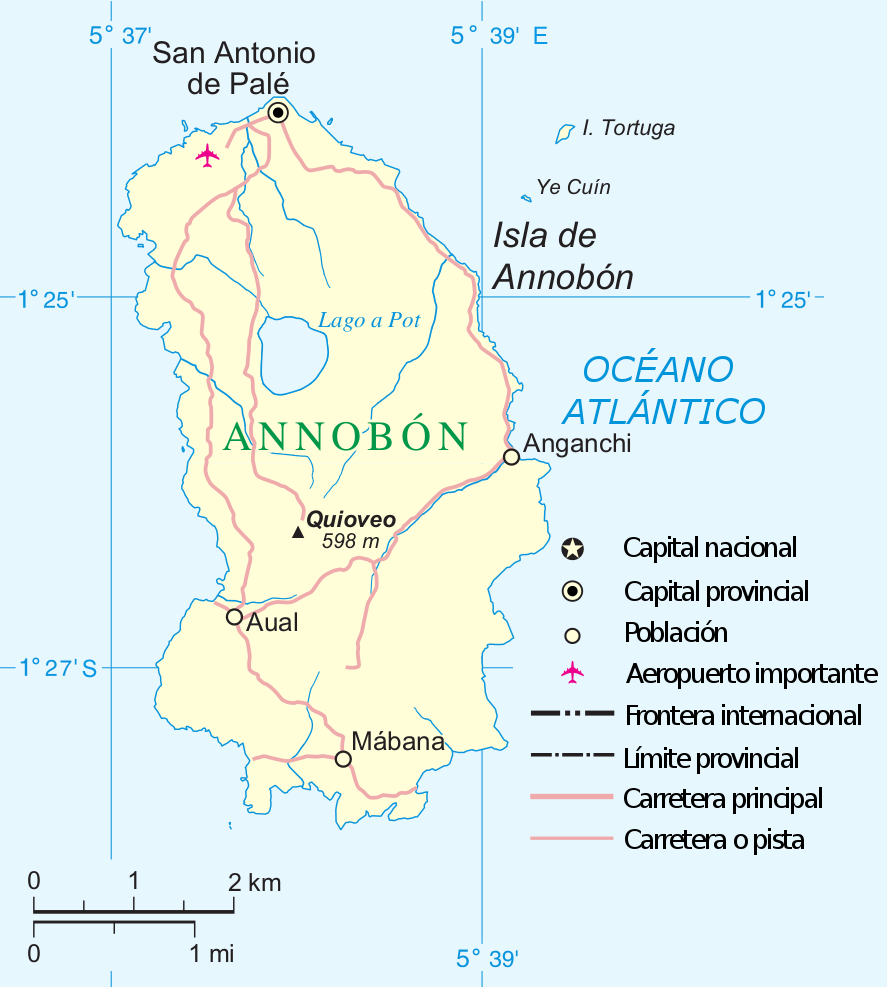

Mabana é uma cidade e município localizado na província de Ano-Bom, que inclui a ilha do mesmo nome, na Guiné Equatorial.

## Referencias
- gq.lirondo.com - Pueblos de Guinea Ecuatorial
- Mabana en es.getamap.net
- Gulf of Guinea Conservation Group
- http://www.icex.es/staticFiles/GuineaEcuatorial_6814_.pdf